# 2-га армія (Російська імперія)
2-га армія (2 А, рос. 2-я армия) — загальновійськове оперативне об'єднання з'єднань,  частин, установ і закладів Варшавського військового округу, Російської Імператорської армії під час Першої світової війни.

## Склад
- Польове управління (Штаб 2 А).
  - Управління інспектора артилерії 2 А.
  - 2-й армійський авіаційний загін Російського Імператорського Військово-повітряного Флоту.

Польове управління утворено в липні 1914 року, при штабі Варшавського військового округу. На кінець 1917 року штаб армії перебував у Слуцьку. Ліквідований на початку 1918 року.
На початку війни до складу армії входили II, VI, XIII, XV і XXIII армійські корпуси.
На кінець 1917 року армія мала у своєму складі:
- Гренадерський корпус
- IX армійський корпус
- L армійський корпус
- III Сибірський армійський корпус

## Підпорядкування
- Липень 1914 — серпень 1915 — Північно-Західний фронт
- Серпень 1915 — початок 1918 — Західний фронт

## Командувачі
- 19.07.1914-17.08.1914 — генерал від кавалерії Самсонов Олександр Васильович
- 23.08.1914-05.12.1914 — генерал від кавалерії Шейдеман Сергій Михайлович
- 05.12.1914-08.04.1917 — генерал від інфантерії  Смирнов Володимир Васильович
- 08.04.1917-12.07.1917 — генерал-лейтенант Веселовський Антоній Андрійович
- 12.07.1917-07.08.1917 — генерал від інфантерії Данилов Микола Олександрович
- 07.08.1917-22.08.1917 — П. Д. Стельмах;
- 22.08.1917-20.11.1917 — генерал від інфантерії Данилов Микола Олександрович
- 20.11.1917-24.12.1917 — генерал-лейтенант Баіов Олексій Костянтинович
- 24.12.1917-- поручник Кисельов, А.